# 南坝乡
南坝乡，是中华人民共和国甘肃省金昌市永昌县下辖的一个乡镇级行政单位。

## 行政区划
南坝乡下辖以下地区：
祁庄村、永安村、永丰村、西校村和何家湾村。